# Slovenija na Poletnih olimpijskih igrah 2004
Slovenija na Poletih olimpijskih igrah 2004, ki so potekale v Atenah, Grčija. To je bil četrti nastop na Poletih olimpijskih igrah za Slovenijo, ki jo je zastopalo devetinsedemdeset športnikov v desetih športnih. Na otvoritveni slovesnosti je bil zastavonoša Beno Lapajne. Slovenski športniki so osvojili eno srebrno in tri bronaste medalje. Srebrno sta osvojila Luka Špik in Iztok Čop v veslanju, bronasto pa Urška Žolnir v judu, Vasilij Žbogar v jadranju in Jolanda Čeplak v atletiki.

## Medalje

### Srebrne medalje
- Luka Špik in Iztok Čop — Veslanje, moški dvojni dvojec

### Bronaste medalje
- Urška Žolnir — Judo, ženske do 63 kg
- Vasilij Žbogar — Jadranje, razred laser
- Jolanda Čeplak — Atletika, ženski tek na 800 m

## Vodstvo odprave

### Vodja odprave
- Marko Ilešič

### Pomočnik vodja odprave
- Janko Dvoršak

### Tiskovni predstavnik
- Jože Zidar

### Administrator
- Borut Kolarič

### Vodje reprezentanc
- Roman Jakič (atletika)
- Zvonimir Bezić (jadranje)
- Andej Jelenc (kajak-kanu)
- glavni trener Gorazd Penko (kolesarstvo)
- Ciril Globočnik (plavanje)
- Tone Tiselj (rokomet)
- Boris Breskvar (tenis)
- Stanko Slivnik (veslanje)

### Trenerji
- Srđan Đorđević, Vladimir Kevo, Albert Šoba, Tomislav Popetrov (atletika)
- Mitja Margon, Samo Potokar, Marko Mišura, Nenad Viali (jadranje)
- Marjan Fabjan, Janus Pawlovski, Volha Shtyrba (judo)
- Jože Vidmar (kajak-kanu)
- Milan Eržen (kolesarstvo)
- Dimitrij Mancevič, Miha Potočnik, Roni Pikec (plavanje)
- Marko Šibila, Aleksander Lapajne (rokomet)
- Alojz Mikolič (streljanje)
- Mima Jaušovec (tenis)
- glavni trener Miloš Janša, Marko Mizerit (veslanje)

### Zdravstveno osebje

#### Zdravniki
- Marjan Koršič
- Rasto Stok
- Dušan Polimac

#### Maserji
- Nasif Khalid
- Alenka Pirc
- Petra Kunstelj
- Gorazd Žužek
- Dušan Mesesnel

### Drugi
- tehnični pomočnik Andrej Sajovec (kolesarstvo)

## Športniki
(ime (disciplina oz. pozicija))

### Atletika
moški
- Boštjan Buč (3000 m zapreke)
- Gregor Cankar (skok v daljino)
- Roman Kejžar (maraton)
- Primož Kozmus (met kladiva)
- Matic Osovnikar (100m, 200 m)
- Rožle Prezelj (skok v višino)
- Igor Primc (met diska)
- Jurij Rovan (skok s palico)
- Matija Šestak (400 m)
- Boštjan Šimunič (troskok)
- Miran Vodovnik (suvanje krogle)
- Damjan Zlatnar (110 m ovire)
- Peter Zupanc (met kopja)

ženske
- Alenka Bikar (200 m)
- Tina Čarman (skok v daljino)
- Jolanda Čeplak (800 m)
- Helena Javornik (10.000 m)
- Teja Melink (skok s palico)
- Merlene Ottey (100 m, 200 m)

### Cestno kolesarstvo
- Andrej Hauptman
- Uroš Murn
- Gorazd Štangelj
- Tadej Valjavec

### Jadranje
moški
- Tomaž Čopi (razred 470)
- Davor Glavina (470)
- Gašper Vinčec (razred finn)
- Vasilij Žbogar (razred laser)

ženske
- Teja Černe (razred evropa)
- Vesna Dekleva (470)
- Klara Maučec (470)

### Judo
moški
- Sašo Jereb (do 73 kg)

ženske
- Petra Nareks (do 52 kg)
- Lucija Polavder (nad 78 kg)
- Raša Sraka (do 70 kg)
- Urška Žolnir (do 63 kg)

### Kajak-kanu
moški
- Simon Hočevar (C1 slalom)
- Uroš Kodelja (K1 slalom)

ženske
- Nada Mali (K1 slalom)

### Kajak na mirnih vodah
- Jernej Župančič Regent

### Plavanje
moški
- Jernej Godec (4x100 m)
- Peter Mankoč (prosto, mešano, delfin, 4x100 m)
- Blaž Medvešek (hrbtno, 4x100 m)
- Marko Milenkovič (400 m mešano)
- Emil Tahirovič (hrbtno, 4x00 m)
- Bojan Zdešar (400 m, 1500 m prosto)

ženske
- Lavra Babič (4x200 m)
- Anja Čarman (hrbtno, prosto, 4x200 m)
- Sara Isakovič (prosto, 4x200 m)
- Alenka Kejžar (mešano, hrbtno, prosto)
- Anja Klinar (mešano, delfin, 4x200 m)

### Rokomet
- Matjaž Brumen (krilo)
- Zoran Jovičič (krilo)
- Andrej Kastelic (krilo)
- Vid Kavtičnik (krilo)
- Miladin Kozlina (zunanji)
- Beno Lapajne (vratar)
- Jure Natek (zunanji)
- Marko Oštir (krožni napadalec)
- Aleš Pajovič (zunanji)
- Dušan Podpečan (vratar)
- Sergej Rutenka (zunanji)
- Tomaž Tomšič (krožni napadalec)
- Renato Vugrinec (zunanji)
- Uroš Zorman (zunanji)
- Luka Žvižej (krilo)

### Streljanje
- Rajmond Debevec (malokalibrska puška, zračna puška)

### Tenis
- Tina Križan
- Maja Matevžič
- Tina Pisnik
- Katarina Srebotnik

### Veslanje
- Iztok Čop (dvojni dvojec)
- Andrej Hrabar (dvojec brez krmarja)
- Janez Klemenčič (četverec brez krmarja)
- Davor Mizerit (enojec
- Matija Pavšič (dvojec brez krmarja)
- Miha Pirih (četverec brez krmarja)
- Tomaž Pirih (četverec brez krmarja)
- Gregor Sračnjek (četverec brez krmarja)
- Luka Špik (dvojni dvojec